# Мировая спидвейная лига
Мировая спидвейная лига (FIM World Speedway League) — ежегодный турнир, проводимый FIM среди спидвейных клубов, начиная с 2014 года. Участниками турнира являются клубы-чемпионы сильнейших лига мира – польской, шведской, британской и датской.

## История
Турнир был учреждён в качестве замены потерявшего свою статусность Кубка европейских чемпионов. Первый розыгрыш Мировой спидвейной лиги состоялся 18 октября 2014 г. в Зелёна-Гуре. Участниками турнира стали клубы Фалубаз (Польша), Пиратерна Мутала (Швеция), Пул Пайратс (Великобритания), Эсбьерг Моторспорт (Дания).
Чемпионом стал клуб «Пиратерна» в составе:  Джейсон Дойл,  Матей Загар,  Пётр Павлицки,  Линус Сундстрём,  Рори Шляйн.
В розыгрыше 2015 года победу одержал клуб "Элит" в составе:   Тай Воффинден,  Томас Юнассон,  Ярослав Хампель,  Януш Колодзей,  Петер Юнг.
По две медали имеют Матей Загар (золото "Пиратерна", серебро "Сталь"), Линус Сундстрем (золото "Пиратерна", серебро "Сталь"), Томас Юнассон (серебро "Пайратс", золото "Элит") и Ярослав Хампель (бронза "Фалубаз", золото "Элит").

## Победители турнира
| Год  | Место финала | Победитель         | Второе место  | Третье место          |
| 2014 | Зелёна-Гура  | Пиратерна (Мутала) | Пайратс (Пул) | Фалубаз (Зелёна-Гура) |
| 2015 | Гожув        | Элит (Ветланда)    | Сталь (Гожув) | Хольстед (Хольстед)   |
| Год  | Место финала | Победитель         | Второе место  | Третье место          |

## Медальный зачёт
| Позиция | Страна         | Gold | Silver | Bronze | Всего |
| ------- | -------------- | ---- | ------ | ------ | ----- |
| 1.      | Швеция         | 2    |        |        | 2     |
| 2.      | Польша         |      | 1      | 1      | 2     |
| 3.      | Великобритания |      | 1      |        | 1     |
| 4.      | Дания          |      |        | 1      | 1     |